# Badredine Bouanani
Badredine Bouanani (* 8. Dezember 2004 in Lille) ist ein französisch-algerischer Fußballspieler, der beim OGC Nizza unter Vertrag steht. 2021 war er einer von sechzig Talenten der „Next Generation“-Liste von The Guardian.

## Karriere

### Verein
Bis 2011 spielte Bouanani für US Ronchin, bevor er zu OSC Lille wechselte. 2021 war er einer von 60 Talenten der „Next Generation“-Liste von The Guardian. Für Lille spielte er in verschiedenen Juniorenmannschaft und die zweite Mannschaft, kam jedoch nie für die Profis zum Einsatz.
Zu Beginn der Saison 2022/23 wechselte er zur ersten Mannschaft der OGC Nizza. Am 18. August 2022 stand er bei der 1:0-Auswärtsniederlage gegen Maccabi Tel Aviv in der Qualifikation zur UEFA Europa Conference League im Profikader, kam jedoch nicht zum Einsatz. Am 27. August 2022 debütierte er beim 4:2-Heimsieg gegen USC Corte in der fünften französischen Liga für die zweite Mannschaft von Nizza, wobei er in seinem Debüt zweimal treffen konnte. Am 31. August 2022 stand er gegen seine ehemalige Mannschaft aus Lille erstmals im Profikader bei einem Ligue 1-Spiel. Im Januar 2023 debütierte er in der höchsten französischen Spielklasse. Im Wintertransferfenster 2024 wurde der Spieler bis Saisonende an den FC Lorient ausgeliehen.

### Nationalmannschaft
Am 24. September 2019 debütierte Bouanani beim 1:1 gegen die U16-Mannschaft von Wales für die französische U16-Nationalmannschaft, als er in der 60. Spielminute eingewechselt wurde.
Am 1. September 2021 debütierte er beim 2:1-Sieg gegen die U18-Mannschaft der Schweiz für die französische U18-Nationalmannschaft, als er in der 74. Spielminute für Lesley Ugochukwu eingewechselt wurde. Am 22. September 2022 debütierte er bei der 2:0-Niederlage gegen die U19-Mannschaft von Portugal für die französische U19-Auswahl.
Im März 2023 wechselte er den Verband und absolvierte seine erste Partie für die algerische A-Nationalmannschaft.